# 퇴역 군인

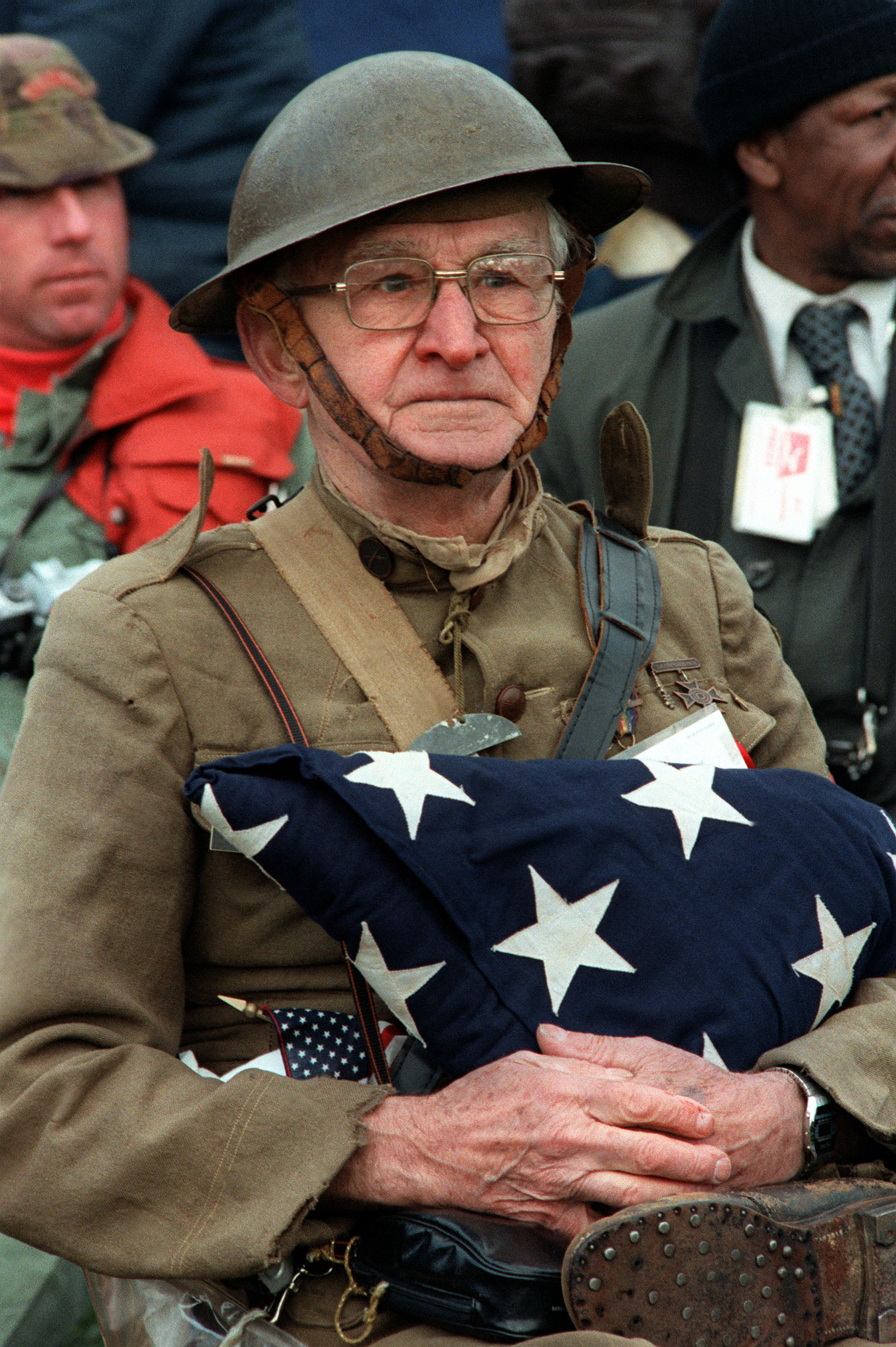

퇴역군인(退役軍人) 또는 베터런(veteran) 재향군인(在鄕軍人)은 전쟁이나 특수 직책을 오랜 기간 수행한 뒤 퇴역한 군인을 가리킨다. 참전용사(參戰勇士, war veteran)는 과거 전쟁에 참가한 군인을 가리키며, 이를 군사에 경험이 많은 병사로서 노병(老兵, 문화어: 로병)으로 부르기도 한다. 많은 국가에서는 이들의 나라에 대한 헌신을 기려 특별한 존경과 혜택의 대상으로 인정한다. 퇴역군인의 영어 낱말 veteran(베테랑)은 "늙은"의 의미를 가진 라틴어 낱말 vetus에서 비롯하였다.

## 같이 보기
- 재향군인의 날
- 미국 제대군인부